# Deleatur
Il deleatur è un simbolo utilizzato dal correttore di bozze per indicare una parte del testo che dev'essere rimossa.

## Etimologia
Il termine "deleatur" deriva dal latino delere ("cancellare"). Il simbolo viene chiamato così in tutte le lingue, ma in inglese è spesso utilizzato anche il termine dele (abbreviazione sia di deleatur che di delete, in inglese, "cancellare").

## Simbologia
L'origine del simbolo sembra derivare dalla lettera "d" del carattere Sütterlin, utilizzata come abbreviazione della parola deleatur. È inoltre graficamente simile al simbolo dello Pfennig (, ₰), che deriva sempre dalla lettera "d" di denarius.